# Campeonato da Europa de Atletismo de 2022 - 800 m feminino
A prova dos 800 metros feminino do Campeonato da Europa de Atletismo de 2022 foi disputada entre os dias 18 a 20 de agosto de 2022, no Estádio Olímpico de Munique, em Munique na Alemanha. 

## Recordes
Antes desta competição, os recordes mundiais e do campeonato nesta prova eram os seguintes:
|                       | Nome                  | Nacionalidade   | Tempo     | Local   | Data                  |
| --------------------- | --------------------- | --------------- | --------- | ------- | --------------------- |
| Recorde mundial       | Jarmila Kratochvílová | Tchecoslováquia | 1m 53s 28 | Munique | 26 de julho de 1983   |
| Recorde europeu       | Jarmila Kratochvílová | Tchecoslováquia | 1m 53s 28 | Munique | 26 de julho de 1983   |
| Recorde do campeonato | Olga Mineyeva         | União Soviética | 1m 55s 41 | Atenas  | 8 de setembro de 1982 |

## Medalhistas
| Ouro                   | Prata                | Bronze              |
| Keely Hodgkinson (GBR) | Rénelle Lamote (FRA) | Anna Wielgosz (POL) |

## Cronograma
Todos os horários são locais (UTC+2).
| Data         | Hora  | Evento    |
| ------------ | ----- | --------- |
| 18 de agosto | 10:45 | Bateria   |
| 19 de agosto | 10:50 | Semifinal |
| 20 de agosto | 20:15 | Final     |

## Resultados

### Bateria
Qualificação: 3 atletas de cada bateria (Q) mais os 4 melhores qualificados (q).
| Posição | Bateria | Raia | Atleta              | Nacionalidade | Tempo   | Notas |
| ------- | ------- | ---- | ------------------- | ------------- | ------- | ----- |
| 1       | 1       | 7    | Nataliya Pryshchepa | Ucrânia       | 2:00.89 | Q,    |
| 2       | 1       | 3    | Lore Hoffmann       | Suíça         | 2:01.16 | Q     |
| 3       | 1       | 2    | Ekaterina Guliyev   | Turquia       | 2:01.59 | Q     |
| 4       | 1       | 5    | Lucia Pinacchio     | Espanha       | 2:01.63 | q,    |
| 5       | 1       | 4    | Elena Bellò         | Itália        | 2:01.80 | q     |
| 6       | 1       | 6    | Adrianna Czapla     | Polónia       | 2:01.89 | q     |
| 7       | 3       | 6    | Rénelle Lamote      | França        | 2:02.22 | Q     |
| 8       | 4       | 1    | Jemma Reekie        | Reino Unido   | 2:02.36 | Q     |
| 9       | 3       | 4    | Alexandra Bell      | Reino Unido   | 2:02.43 | Q     |
| 10      | 1       | 8    | Majtie Kolberg      | Alemanha      | 2:02.52 | q     |
| 11      | 4       | 2    | Anna Wielgosz       | Polónia       | 2:02.77 | Q     |
| 12      | 3       | 7    | Louise Shanahan     | Irlanda       | 2:02.80 | Q     |
| 13      | 3       | 1    | Olha Lyakhova       | Ucrânia       | 2:02.91 |       |
| 14      | 3       | 3    | Bianka Bartha-Kéri  | Hungria       | 2:02.99 |       |
| 15      | 4       | 6    | Christina Hering    | Alemanha      | 2:03.00 | Q     |
| 16      | 4       | 7    | Jerneja Smonkar     | Eslovênia     | 2:03.24 |       |
| 17      | 3       | 8    | Marina Martínez     | Espanha       | 2:03.45 |       |
| 18      | 4       | 8    | Lovisa Lindh        | Suécia        | 2:03.48 |       |
| 19      | 4       | 4    | Hedda Hynne         | Noruega       | 2:03.64 |       |
| 20      | 4       | 5    | Eveliina Määttänen  | Finlândia     | 2:03.66 |       |
| 21      | 2       | 8    | Keely Hodgkinson    | Reino Unido   | 2:03.72 | Q     |
| 22      | 4       | 3    | Gabija Galvydytė    | Lituânia      | 2:03.92 |       |
| 23      | 2       | 2    | Angelika Sarna      | Polónia       | 2:04.12 | Q     |
| 24      | 2       | 4    | Sara Kuivisto       | Finlândia     | 2:04.32 | Q     |
| 25      | 2       | 3    | Eloisa Coiro        | Itália        | 2:04.36 |       |
| 26      | 3       | 5    | Veronika Sadek      | Eslovênia     | 2:04.57 |       |
| 27      | 2       | 7    | Tanja Spill         | Alemanha      | 2:04.60 |       |
| 28      | 2       | 5    | Audrey Werro        | Suíça         | 2:06.34 |       |
| 29      | 2       | 6    | Agnès Raharolahy    | França        | 2:07.02 |       |
| 30      | 1       | 1    | Anita Horvath       | Suíça         | 2:23.76 |       |
| 31      | 3       | 2    | Vanessa Scaunet     | Bélgica       | DNF     |       |

### Semifinal
Qualificação: 3 atletas de cada bateria (Q) mais os 2 melhores qualificados (q).
| Posição | Bateria | Raia | Atleta              | Nacionalidade | Tempo   | Notas                |
| ------- | ------- | ---- | ------------------- | ------------- | ------- | -------------------- |
| 1       | 2       | 4    | Rénelle Lamote      | França        | 2:00.23 | Q                    |
| 2       | 2       | 6    | Jemma Reekie        | Reino Unido   | 2:00.30 | Q                    |
| 3       | 2       | 5    | Alexandra Bell      | Reino Unido   | 2:00.53 | Q                    |
| 4       | 1       | 5    | Keely Hodgkinson    | Reino Unido   | 2:00.67 | Q                    |
| 5       | 2       | 3    | Christina Hering    | Alemanha      | 2:00.86 | q                    |
| 6       | 1       | 6    | Anna Wielgosz       | Polónia       | 2:01.05 | Q                    |
| 7       | 2       | 7    | Lore Hoffmann       | Alemanha      | 2:01.12 | q                    |
| 8       | 1       | 4    | Louise Shanahan     | Irlanda       | 2:01.15 | Q                    |
| 9       | 1       | 1    | Majtie Kolberg      | Alemanha      | 2:01.20 | Recorde da temporada |
| 10      | 1       | 2    | Ekaterina Guliyev   | Turquia       | 2:01.32 |                      |
| 11      | 2       | 2    | Sara Kuivisto       | Finlândia     | 2:01.59 | Recorde da temporada |
| 12      | 1       | 3    | Elena Bellò         | Itália        | 2:01.67 |                      |
| 13      | 1       | 7    | Nataliya Pryshchepa | Ucrânia       | 2:01.84 |                      |
| 14      | 2       | 8    | Angelika Sarna      | Polónia       | 2:02.15 |                      |
| 15      | 1       | 8    | Adrianna Czapla     | Polónia       | 2:04.15 |                      |
| 16      | 2       | 1    | Lucia Pinacchio     | Espanha       | 2:06.82 |                      |

### Final
A final ocorreu no dia 20 de agosto às 20:15.
| Posição           | Raia | Atleta           | Nacionalidade | Tempo   | Notas |
| ----------------- | ---- | ---------------- | ------------- | ------- | ----- |
| Medalha de ouro   | 5    | Keely Hodgkinson | Reino Unido   | 1:59.04 |       |
| Medalha de prata  | 6    | Rénelle Lamote   | França        | 1:59.49 |       |
| Medalha de bronze | 1    | Anna Wielgosz    | Polónia       | 1:59.87 |       |
| 4                 | 2    | Lore Hoffmann    | Suíça         | 1:59.92 |       |
| 5                 | 3    | Jemma Reekie     | Reino Unido   | 2:00.31 |       |
| 6                 | 7    | Alexandra Bell   | Reino Unido   | 2:00.68 |       |
| 7                 | 8    | Christina Hering | Alemanha      | 2:00.82 |       |
| 8                 | 4    | Louise Shanahan  | Irlanda       | 2:01.64 |       |

Legenda
| Recorde mundial       | Recorde mundial (World record)               |                       | Recorde africano                      | Recorde africano (African) |                                           | Q | Classificado por posição (Qualified) |
| Recorde do campeonato | Recorde do campeonato (Championship record)  | Recorde da América    | Recorde da América (Americas)         | q                          | Classificado por melhor tempo (Qualified) |   |                                      |
| Melhor marca do ano   | Melhor marca do ano (World leading)          | Recorde asiático      | Recorde asiático (Asian)              | DNS                        | Não largou (Did not start)                |   |                                      |
| Recorde nacional      | Recorde nacional (National record)           | Recorde europeu       | Recorde europeu (European)            | DNF                        | Não terminou (Did not finish)             |   |                                      |
| Recorde pessoal       | Recorde pessoal do atleta (Personal best)    | Recorde da Oceania    | Recorde da Oceania (Oceania)          | DSQ / DQ                   | Desclassificado (Disqualified)            |   |                                      |
| Recorde da temporada  | Recorde da temporada do atleta (Season best) | Recorde sul-americano | Recorde sul-americano (South America) | NM                         | Sem marca (No mark)                       |   |                                      |